# Christian Fromm
Christian Fromm (Berlín, Alemania; 15 de agosto de 1990) es un jugador profesional de voleibol alemán, receptor/atacante en el Sir Safety Perugia y en la  selección alemana.

## Trayectoria

### Clubes
Empieza a jugar en equipos de Berlín y en 2009 ficha por el VfB Friedrichshafen donde gana los títulos nacionales en las temporadas 2009/2010 y 2010/2011. Tras una temporada en el Dürener Turnverein se marcha a Italia en el PV Città di Castello de Segunda División consiguiendo ganar el campeonato y ascender a la Serie A1.
En la temporada 2014/2015 ficha por el Sir Safety Perugia para reemplazar a Nemanja Petric contratado por el Pallavolo Modena.

### Selección
Desde 2013 forma parte de la  selección alemana y en septiembre de 2014 forma parte de la selección que se lleva la medalla de bronce en el Mundial de Polonia 2014 tras derrotar a Francia por 3-0.

## Palmarés

### Clubes
- Campeonato de Alemania (2) : 2009/2010, 2010/2011
- Segunda División de Italia A2 (1) : 2012/2013